# Pokrzywa kuleczkowata
Pokrzywa kuleczkowata, pokrzywa pigułkowa (Urtica pilulifera L.) – gatunek rośliny z rodziny pokrzywowatych (Urticaceae Juss.). Występuje w Europie, na północno-wschodnich wybrzeżach Afryki, na Półwyspie Arabskim i niektórych regionach Azji Zachodniej i Środkowej. W Polsce jest efemerofitem. Jako gatunek zawleczony pojawiła się w Chełmie.

## Morfologia

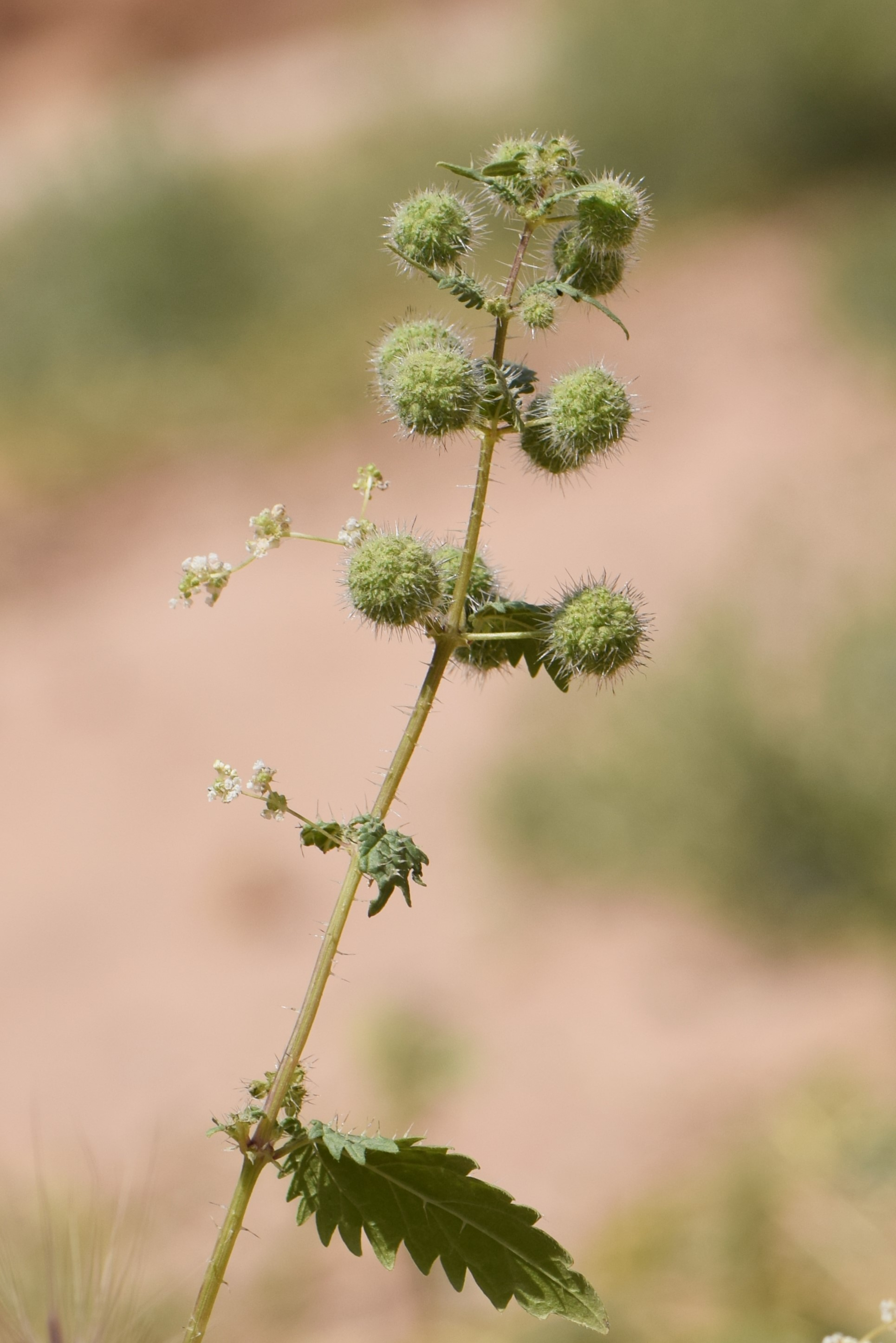
Kwiatostan

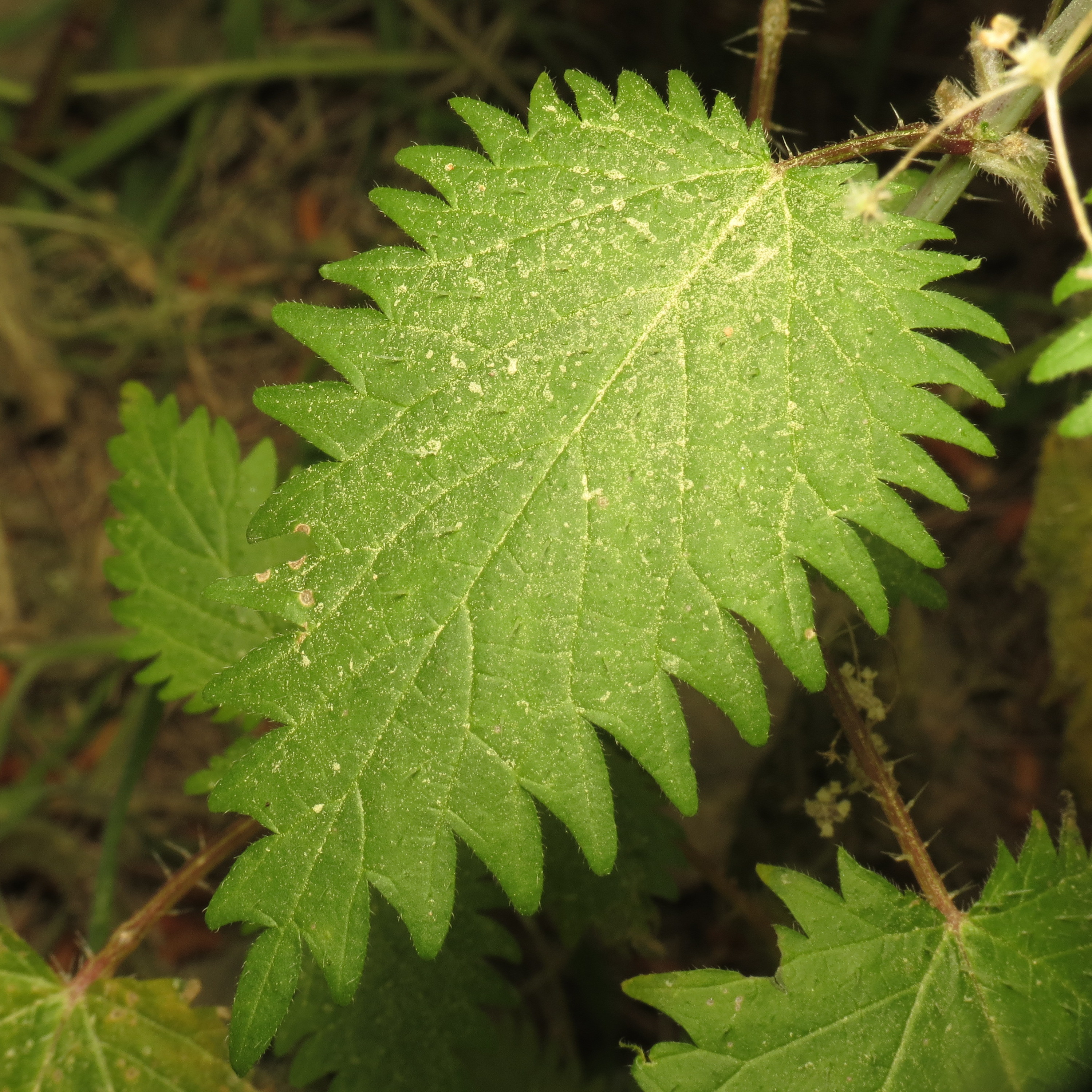
Liść

PokrójRoślina jednoroczna, jednopienna o wysokości 30-60, wyjątkowo do 100 cm.
KwiatyKwitnie od czerwca do października. Od innych występujących w Polsce pokrzyw odróżnia się tym, że kwiaty żeńskie ma zebrane w główki na długich szypułkach.
LiścieWcinane o piłkowanych brzegach.

## Udział w kulturze
W Biblii pokrzywa (bez rozróżnienia gatunku) jest opisana trzema różnymi słowami hebrajskimi i wymieniona w kilku cytatach: Iz 34,13, 55,13, Oz 9,6, Prz 24,13. Już za czasów biblijnych zauważono, że pokrzywy najlepiej rozrastają się na siedliskach ruderalnych, jak w cytacie z Księgi Izajasza: „szedłem kolo roli próżniaka i koło winnicy głupiego; a oto wszystko zarosło pokrzywą”.